# ДеУит (окръг, Тексас)
Окръг ДеУит (на английски: DeWitt County) е окръг в щата Тексас, Съединени американски щати. Площта му е 2357 km², а населението - 20 013 души (2000). Административен център е град Суеро.